# Lagendorf
Lagendorf ist ein Ortsteil der Gemeinde Dähre im Altmarkkreis Salzwedel in Sachsen-Anhalt.

## Geographie

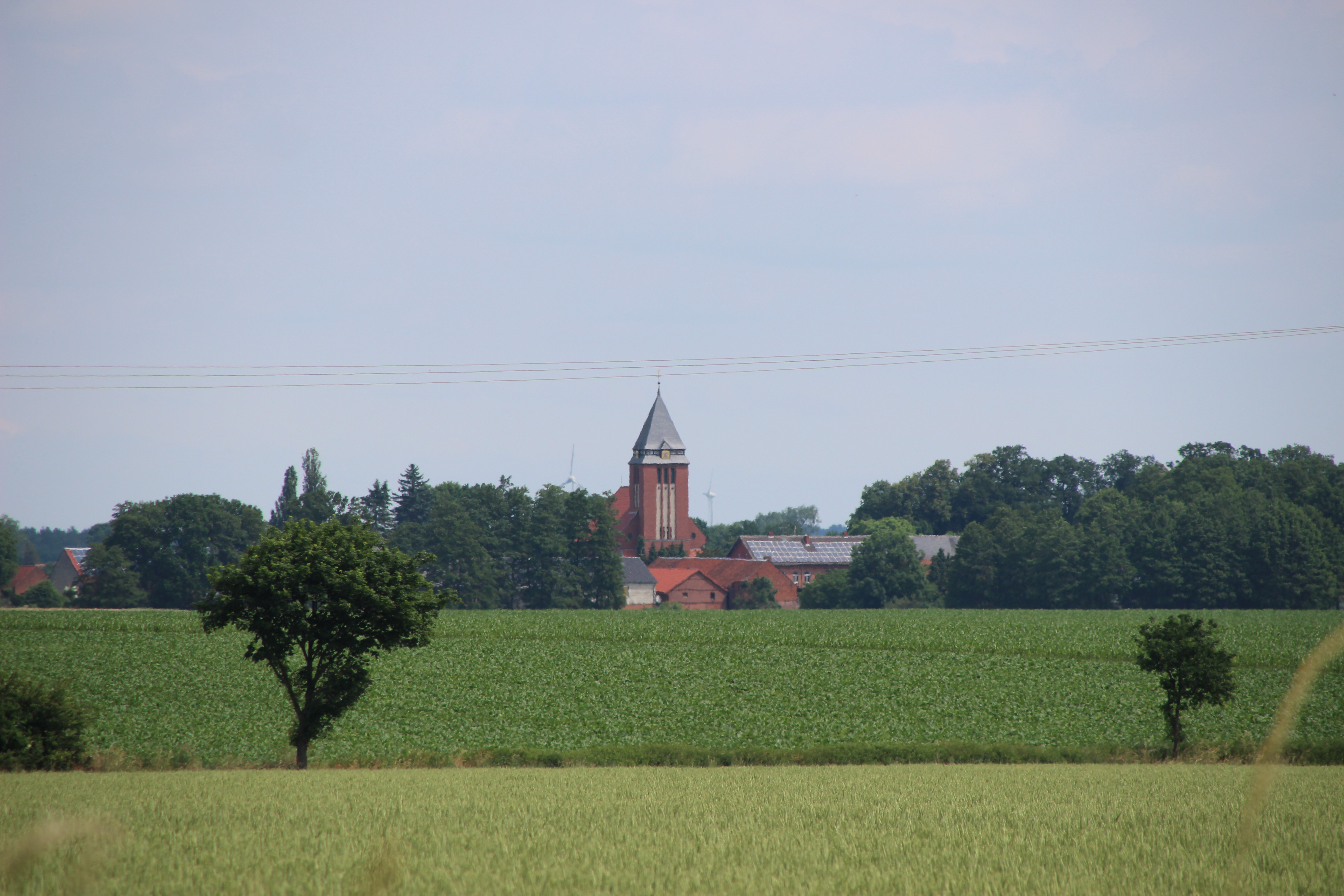
Lagendorf von Südwesten

Lagendorf, ein Straßendorf mit Kirche, liegt fünf Kilometer nordwestlich von Dähre in der Altmark am Grabower Graben, der in die Salzwedeler Dumme mündet.

## Geschichte

### Mittelalter bis Neuzeit
Im Jahre 1292 wurde das Dorf als villa Lagendorf in einer Urkunde erstmals erwähnt, als von Bernhard Graf von Dannenberg eine Schenkung an das Heilig-Heist-Kloster zu Salzwedel bekundete.
Vor 1366 gehörten Teile des Dorfes denen von dem Knesebeck, die diese zum Teil 1366 und 1369 an das Kloster Diesdorf abtraten. Bis 1493 hatte Dorheide, Pfarrer in der Altstadt Salzwedel, Rechte über Gelder im Dorf, die an das Elisabethhospital in der Neustadt Salzwedel abgetreten wurden.
Im Westen des Dorfes auf einem Berg hinter dem Friedhof stand eine Windmühle.

### Frühere Ersterwähnung
Die Erwähnungen 1022 Latondorp oder Lathontorp und Latendorp gelten als Fälschungen des 12. Jahrhunderts.

### Herkunft des Ortsnamens
Jürgen Udolph führt den ersten Teil des Ortsnamens auf das altsächsische Wort „lagan“ für „See, Wasser“ zurück. Möglicherweise steht der Name für einen Bach oder einen Teil davon.

### Eingemeindungen
Lagendorf gehörte ursprünglich zum Salzwedelischen Kreis der Mark Brandenburg in der Altmark. Von 1807 bis 1813 lag es im Kanton Diesdorf auf dem Territorium des napoleonischen Königreichs Westphalen. Nach weiteren Änderungen kam es 1816 in den Kreis Salzwedel, den späteren Landkreis Salzwedel im Regierungsbezirk Magdeburg in der Provinz Sachsen in Preußen.
Am 20. Juli 1950 wurde die bis dahin eigenständige Gemeinde Dahrendorf aus dem Landkreis Salzwedel in die Gemeinde Lagendorf eingemeindet. Am 1. Januar 1991 wurde Gemeinde Holzhausen mit ihren Ortsteilen Markau, Schmölau und Wiewohl in die Gemeinde Lagendorf eingemeindet. Ebenfalls am 1. Januar 1991 wurde der Ortsteil Kortenbeck von der Gemeinde Barnebeck zu Lagendorf umgegliedert.
Durch einen Gebietsänderungsvertrag beschlossen die Gemeinderäte der Gemeinden Bonese (am 5. Mai 2008), Dähre (am 5. Mai 2008) und Lagendorf (am 8. Mai 2008), dass ihre Gemeinden aufgelöst und zu einer neuen Gemeinde mit dem Namen Dähre vereinigt werden. Dieser Vertrag wurde vom Landkreis als unterer Kommunalaufsichtsbehörde genehmigt und trat am 1. Januar 2009 in Kraft.
Damit kamen zum 1. Januar 2009 die Ortsteile Lagendorf, Dahrendorf, Holzhausen, Kortenbeck, Markau, Schmölau und Wiewohl zur neuen Gemeinde Dähre.

### Einwohnerentwicklung
| Jahr | Einwohner |
| ---- | --------- |
| 1734 | 37        |
| 1774 | 96        |
| 1789 | 92        |
| 1798 | 77        |
| 1801 | 80        |
| 1818 | 78        |

| Jahr | Einwohner |
| ---- | --------- |
| 1840 | 107       |
| 1864 | 094       |
| 1871 | 104       |
| 1885 | 100       |
| 1892 | [00]108   |
| 1895 | 119       |

| Jahr | Einwohner |
| ---- | --------- |
| 1900 | [00]111   |
| 1905 | 119       |
| 1910 | [00]131   |
| 1925 | 136       |
| 1939 | 214       |
| 1964 | 257       |

| Jahr | Einwohner |
| ---- | --------- |
| 1971 | 236       |
| 1981 | 244       |
| 1993 | 360       |
| 2006 | 490       |
| 2007 | 484       |
| 2015 | [00]062   |

| Jahr | Einwohner |
| ---- | --------- |
| 2018 | [00]57    |
| 2020 | [00]59    |
| 2021 | [00]51    |
| 2022 | [00]48    |
| 2023 | [0]52     |

Quelle, wenn nicht angegeben, bis 2006:

## Religion
Die evangelische Kirchengemeinde Lagendorf gehörte zur Pfarrei Lagendorf. Im Jahre 1903 gehörten zur Pfarrei die Kirchengemeinden:
- Lagendorf bei Bonese in die Holzhausen, Markau, Wiewohl und Thielitz (Landkreis Uelzen) eingepfarrt waren
- Dahrendorf, eine Nebenkirche (Filial), in die Gröningen eingepfarrt war
- Bonese, eine Nebenkirche (Filial), und
- Müssingen (Landkreis Uelzen).

Seit 2003 gehört die Kirchengemeinde Lagendorf zum Kirchspiel Dähre-Lagendorf und heute auch zum Pfarrbereich Osterwohle-Dähre des Kirchenkreises Salzwedel im Bischofssprengel Magdeburg der Evangelischen Kirche in Mitteldeutschland.
Von 1831 bis 1865 war Johann Heinrich Friedrich Krüger Pastor in Lagendorf. Er war zugleich ein Forscher der altmärkischen Landeskunde. Seine volkskundlichen Sammlungen sind im Nachlaß Parisius in der Universitäts- und Landesbibliothek Sachsen-Anhalt erhalten.

## Politik

### Bürgermeister
Der letzte Bürgermeister der Gemeinde war Bernd Olms.

### Wappen
Blasonierung: „Im grünen, durch eine silbern bordierte schwarze Leiste geteilten Schild oben ein goldener Pflug, unten sieben goldene Scheiben.“

## Kultur und Sehenswürdigkeiten
- Die evangelische Dorfkirche Lagendorf ist ein weithin sichtbarer Backsteinsaal mit Südturm. Die Kirche wurde 1911/12 als Ersatz für einen mittelalterlichen Feldsteinsaal mit verbrettertem Turm errichtet.[22]

## Sohn des Ortes
- Martin Lagois (1912–1997), evangelisch-lutherischer Theologe und Fernsehbeauftragter der Evangelisch-Lutherischen Kirche in Bayern